# Alexander Bülow
Alexander Bülow (Andriówka, 28 aprile 1905 – ...) è stato un militare tedesco, SS-Sturmmann e membro del personale del campo di concentramento di Auschwitz. Fu processato al processo di Auschwitz.

## Biografia
Bülow nacque ad Andriówka. Fu agricoltore, non sapeva né leggere né scrivere, fino a quando non si arruolò nelle SS nel novembre 1941. Fino al gennaio 1945 fu impiegato ad Auschwitz come guardia e scorta, in particolare nei sottocampi di Auschwitz a Rajsko, Babice e Budy.
Bülow era crudele con i prigionieri. Fu processato dal Tribunale Supremo Nazionale al processo di Auschwitz tenuto a Cracovia e fu condannato a 23 anni di carcere. Fu rilasciato negli anni Cinquanta grazie ad un'amnistia.